# Chaves, Bồ Đào Nha
Chaves là một huyện thuộc tỉnh Vila Real, Bồ Đào Nha. Huyện này có diện tích 591 km², dân số thời điểm năm 2001 là 43667 người.